# Pero Tunguz
Pero Lazara Tunguz (Slivlja, 1840. — Trstenik (Srbija), 1919.), srpski hajdučki harambaša i jedan od vođa u srpskim ustancima u Hercegovini. Pred kraj života prijavio se kao dragovoljac tijekom Prvog svjetskog rata i aktivno sudjelovao u proboju Solunskog fronta.

## Životopis
Rodio se 1840. godine u Slivljima od oca Lazara, trgovca i majke Marije, domaćice, u obitelji podrijetlom iz plemena Pive. Vrlo mlad je otišao u hajduke gdje se brzo istakao pa je uskoro osnovao svoju četu.

### Pripreme i izbijanje ustanka
Tijekom 1874. i u prvoj polovici 1875. godine zajedno s ostalim hercegovačkim glavarima i hajdučkim harambašama sudjelovao je u pripremama ustanka. Sredinom 1875. njegova je četa na Vjetrenom kod Zaloma ubila nevesinjskog kadiju Saliha Korkuta, a potom i gatačkog barjaktara Ibricu Kovačevića na Hercegovom vrelu u Fojnici. Čin je razbijesnio mjesne muslimane i turske glavare koji su se okrutno osvetili. Radi smirivanja nemira, Porta je u Hercegovinu poslala komisiju koja je nudila ustupke i samoupravu, a zauzvrat je tražila od Nevesinjaca protjerati Pera Tunguza i njegovu četu sa svog teritorija. Knjaz Nikola Nevesinjcima je preporučio prihvatiti što su im ponudili. Pod ovakvim pritiskom Tunguz obećao je dragovoljno povući četu u Donju Hercegovinu, ali se predomislio, čim su se njegovi pratitelji povukli te se vratio na Udrežnje. Iste je noći s 4. na 5. srpnja postavio zasjedu na Ćetnoj poljani u Bišini. Sljedećeg jutra oko 9 sati naišao je turski karavan iz Mostara sa zalihama za vojsku u Nevesinju. Hajduci su napali karavan, ubili nekoliko Turaka i zaplijenili im tovar.  Kad su se vraćali ka Udrežnju sukobili su se i s turskom ophodnjom koja je išla u susret karavanu. Ovaj događaj često se smatra početkom hercegovačkog ustanaka protiv turske vlasti – Nevesinjske puške.
Pero Tunguz je tokom čitavog ustanka često predvodio samostalne napade na turske karavane i utvrđenja, rijetko poštujući mišljenja ostalih vođa.

### Austro-ugarsko zaposjedanje i novi ustanak
Na Berlinskom kongresu Austro-Ugarska je dobila pravo zaposjesti Bosnu i Hercegovinu, nakon čega se Pero Tunguz s većim dijelom svoje čete stavio u njihovu službu kao dio pandurskog korpusa. Nakon što su i mladići iz BiH uključeni u novačenje Hercegovci su počeli novi ustanak. Perova buntovna i rodoljubiva narav nije izdržala pa se priključio ustanku bez obzira na pozive knjaza neka Hercegovci miruju. Tunguz se sa svojim pandurima nalazio u postaji u Ulogu koja je prva napadnuta 11. siječnja 1882. godine. Pomažući ustanicima "iznutra" uspio je privoliti posadu na predaju. Nakon ovoga se Tunguz aktivno uključio u ustanak i postao jedan od njegovih vođa.
Uloška buna u kojoj je sudjelovalo i srpsko i muslimansko stanovništvo, službeno je ugušen 22. travnja 1882., a vođe ustanka su prebjegle u Crnu Goru gdje su uhićeni i internirani.

### Pozne godine
Nije mirovao ni u poznim godinama. Premda je prešao 70. godina, kad je izbio prvi svjetski rat, javio se dragovoljno u srpsku vojsku. Preživio je povlačenje preko Albanije i na koncu sudjelovao u proboju Solunskog bojišta. 
Kad je završio Prvi svjetski rat, u karađorđevićevskoj Jugoslaviji Morine mijenjaju gospodara. Postale su svojina hajdučkog harambaše Pera Tunguza i njegove obitelji.
Poslije je jedno vrijeme živio u Nikšiću pa u Trsteniku gdje je i umro 1919. godine. Tjelesni ostatci naknadno su mu preneseni u Nevesinje.